# 정종득
정종득(丁鍾得, 1941년 2월 2일~2024년 7월 29일)은 벽산건설 부회장을 지낸 대한민국의 기업인이자 제36·37·38대 전라남도 목포시장이다. 본관은 영광이며, 전라남도 목포 출신이다.

## 생애
서울대학교 상과대학을 졸업했고 1963년 제10회 계리사 시험에 합격한 뒤 한국산업은행에 있으면서 1976년까지 11년간 재직했으며 이후로는 쌍용 중동지부와 벽산건설, 벽산그룹의 부회장직을 맡으며 경력을 쌓아왔다.
2005년 전태홍 시장의 갑작스런 사망으로 보궐선거를 치러 당선됐으며, 시내에 부족한 체육시설과 문화 시설 증편을 위해 노력하고 있다. 그가 초선 때 내놓은 공약은 목포의 동북아 환황해권 중심도시 도약이었다. 이에 따라 무안국제공항이 출범하게 되고 상하이행 노선이 정비되는 등 호조를 보였으나 현재 뱃길은 운항이 멈춘 상태다.
2006년 4월 18일 지금까지의 경영 업적을 인정받아 산업은행 동우회가 수여하는 산은인상을 수상했다. 2006년 지자체 선거에서 다시 시장직에 당선되면서 빛의 도시 추진과 원도심 개발 및 관광시설 개발을 역점 사업으로 진행하고 있다. 관광 사업의 성과로 한국관광클럽이 선정한 한국관광대상 대상을 2009년 1월 수상했다.
그에 대해서는 계절별 축제 조성 등으로 300억원이 넘는 이익 창출과 신항 건설 등 기초 투자를 통한 기업 유치로 250억원 규모의 계약을 성사시켜 주목을 받았다. 그러나 2008년 지자체 선거 당시 특정 후보 지지에 대한 구설수에 오르기도 했다.
그가 대표적으로 추진하고 있는 사업 중, 야간 경관 조명 사업은 추진 이유로 관광객 유입과 경제적 효과를 내세웠지만 효과는 거의 없고 오히려 조명으로 인한 환경 파괴가 발생됨에 따라 시민단체로부터 전형적인 전시성 사업이라며 비판 받고 있다. 또, 이와 관련하여 특정 경관 조명 업체로부터 뇌물을 받았다는 의혹이 있다.
2011년 신년 설계 인터뷰에서 전통재래시장활성화와 도시 재정비를 통한 구도심 살리기를 내세우며 다시 구도심을 세워야 한다는 지역 민심의 소리에 귀기울이는 자세를 보이고자 한다고 밝인 바 있다.

## 역대 선거 결과
|  | 45.2% |

|  | 62.80% |

|  | 43.68% |